# Lavra
Lavra est une ancienne paroisse civile portugaise (en portugais : freguesia) de la municipalité de Matosinhos, dans le district de Porto.
La loi no 11-A/2013 du 28 janvier 2013 portant réorganisation administrative du territoire des freguesias supprime la paroisse civile de Lavra, qui fusionne avec Perafita et Santa Cruz do Bispo pour former l'União das freguesias de Perafita, Lavra e Santa Cruz do Bispo dont le siège à est Perafita.